# Santa Cecilia
Santa Cecilia – gmina w Hiszpanii, w prowincji Burgos, w Kastylii i León, o powierzchni 12,46 km². W 2011 roku gmina liczyła 105 mieszkańców.